# Mohammad Asad Al-Asta
Mohammad Asad Aldein Al-Asta (ur. 14 kwietnia 2001) – syryjski zapaśnik walczący w stylu klasycznym. 
Zajął ósme miejsce na mistrzostwach Azji w 2021. Wicemistrz arabski w 2023. Brązowy medalista mistrzostw Azji U-23 w 2024 roku.